# شهرداری سیا
شهرداری سیا (به لاتین: Sēja Municipality) یک شهرداری در لتونی است. شهرداری سیا ۲٬۴۶۴ نفر جمعیت دارد.